# Gastro-
Gastro- är ett prefix av antika grekiska γαστήρ (gastḗr), i betydelse mage.

## Exempel på användning av prefixet
- Gastronomi – läran om sambandet mellan mat och kultur